# Pere de Sagarriga i de Pau
Pere de Sagarriga i de Pau (Viladamat, ? - Barcelona 1418). Bisbe de Lleida i arquebisbe de Tarragona.

## Orígens familiars
Fill de Francesc de Sagarriga i de Vilarig, senyor de Creixell, Pontós i Borrassà; i de Clara de Pau. La seva família eren partidaris de la reina Sibil·la de Fortià en l'enfrontament que mantenia amb Violant de Bar.

## Biografia
Va ser bisbe de Lleida entre el 1403 i el 1407, moment en el qual el papa Luna Benet XIII d'Avinyó el va elevar a arquebisbe de Tarragona. Juntament amb Jaume de Prades i d'Arenós (fill de Joan de Prades i de Foix) va fer esforços per finalitzar el Cisma d'Occident.

### ElCompromís de Casp
Com a autoritat eclesiàstica més important del país, va tenir un actiu paper de moderador en el parlament de Catalunya que es va reunir a Barcelona i Tortosa durant l'interregne de 1410 - 1412. La seva actitud pacificadora el va dur també al regne de València durant els disturbis de 1411. Fou membre de la vintiquatrena, la comissió de 24 diputats del parlament català que el febrer/març de 1412 havia d'escollir els membres de la terna catalana pel Compromís de Casp, però que va acabar acceptant la llista de membres imposada pel parlament aragonès d'Alcanyís, sota amenaça d'escindir la Corona d'Aragó si la modificaven. En aquesta llista ell figurava com un dels tres representants catalans, fet pel qual després de la submissió de la vintiquatrena, fou nomenat compromissari i el mes de març es dirigí a la vila aragonesa Casp. Allí va fer una estranya votació: creia que el dret legítim a tenir la Corona d'Aragó requeia a dos dels pretendents per igual: Jaume II d'Urgell i Alfons de Gandia el Vell (que en aquells moments ja havia mort i per això va considerar amb els mateixos drets el seu fill Alfons de Gandia el Jove). Va dir que donava el seu vot a aquell dels dos que en tragués més, com que el comte Jaume d'Urgell en va treure un més es va quedar el vot de l'arquebisbe.
A més a més va declarar que el regne de Sicília pertanyia per dret a l'infant Frederic de Luna.
El compromís, però, el va guanyar el candidat castellà Ferran de Trastàmara, que aleshores va esdevenir rei de la Corona d'Aragó com a Ferran I i va nomenar Pere de Sagarriga com a canceller reial (1413-1418), malgrat que no l'havia votat. Quan el comte d'Urgell es va rebel·lar i Ferran es decidí a assetjar-lo va recomanar prudència i moderació. Aquests principis van ser el seu lema tota la vida.